# Адама Траоре (іспанський футболіст)
Адама Траоре (ісп. Adama Traoré, нар. 25 січня 1996, Оспіталет-де-Льобрегат) — іспанський футболіст малійського походження, правий вінгер «Фулгема» та збірної Іспанії.
Виступав, зокрема, за клуби «Астон Вілла», «Мідлсбро» та «Барселона», а також молодіжну збірну Іспанії.
Чемпіон Іспанії. Володар Кубка Іспанії, Суперкубка Іспанії та Юнацької ліги УЄФА. Брав участь у Чемпіонаті Європи 2020.

## Клубна кар'єра
Народився 25 січня 1996 року в місті Л'Успіталет-да-Любрагат. Вихованець футбольної школи клубу «Барселона».
У дорослому футболі дебютував 2013 року виступами за команду «Барселона Б», в якій провів два сезони, взявши участь у 63 матчах чемпіонату.
Параленьно з фарм-клубом, виступав і за основну команду «Барселони». За «Барселону» зіграв 1 матч у Ла-Лізі.
Згодом з 2015 по 2018 рік грав у складах клубів «Астон Вілла» та «Мідлсбро».
До складу клубу «Вулвергемптон» приєднався 2018 року. Станом на 31 січня 2022 року відіграв за клуб з Вулвергемптона 123 матчі в національному чемпіонаті.

## Виступи за збірні
2012 року дебютував у складі юнацької збірної Іспанії (U-16), загалом на юнацькому рівні взяв участь у 16 іграх, відзначившись одним забитим голом.
2018 року залучався до складу молодіжної збірної Іспанії. На молодіжному рівні зіграв в 2 матчах.
2020 дебютував у матчах за національну збірну країни.

## Титули і досягнення
- Переможець Юнацької ліги УЄФА (1):

«Барселона»: 2013-14
- Чемпіон Іспанії (1):

«Барселона»: 2014–2015
- Володар Кубка Іспанії (1):

«Барселона»: 2014–2015